# Barry (Familienname)
Barry ist ein anglisierter irisch-gälischer Vor- sowie Familienname.

## Namensträger

### A
- Aaron Barry (* 1992), irischer Fußballspieler
- Abdourahmane Barry (* 2000), französischer Fußballspieler
- Abubakr Barry (* 2000), gambischer Fußballspieler
- Aïssatou Barry (Schriftstellerin) (auch Aissatou Barry Diallo; * 1959), guineische Veterinärmedizinerin, Lyrikerin und Schriftstellerin
- Aissatou Barry (Schwimmerin) (* 1979), guineische Schwimmerin
- Alexander G. Barry (1892–1952), US-amerikanischer Politiker
- Alpha Oumar Lelouma Barry (* 1994), guineischer Fußballspieler
- Ann Street Barry (1733–1801), britische Sängerin, Tänzerin und Schauspielerin
- Anthony Barry (Politiker) (1913–1976), irischer Politiker
- Anthony Barry (Fußballspieler) (* 1986), englischer Fußballspieler und -trainer

### B
- Bibata Niandou Barry (* 1955), nigrische Rechtsanwältin und Politikerin
- Boubacar Barry (Fußballspieler, 1979) (* 1979), ivorischer Fußballtorhüter
- Boubacar Barry (Fußballspieler, 1996) (* 1996), deutscher Fußballspieler
- Boubacar Barry (Leichtathlet) (* 2002), guineischer Sprinter
- Brent Barry (* 1971), US-amerikanischer Basketballspieler
- Brian Barry (1936–2009), britischer Philosoph

### C
- Carlos Walter Galán Barry (1925–2003), argentinischer Geistlicher, Erzbischof von La Plata
- Carolyne Barry (1943–2015), US-amerikanische Tänzerin, Schauspielerin und Schauspiellehrerin
- Cathy Barry (* 1967), britische Pornodarstellerin
- Charles Barry (1795–1860), englischer Architekt und Baumeister
- Claudja Barry (* 1952), kanadische Sängerin
- Clifford Barry (1946–2021), kanadischer Wasserballspieler und Schwimmtrainer
- Colman James Barry (1921–1994), US-amerikanischer römisch-katholischer Kirchenhistoriker

### D
- Damion Barry (* 1982), Leichtathlet aus Trinidad und Tobago
- Dan Barry (Comiczeichner) (Daniel Barry; 1923–1997), US-amerikanischer Comiczeichner
- Dan Barry, Pseudonym von Joaquín Gómez (Schauspieler) (* 1940), spanischer Stuntman und Schauspieler
- Daniel Thomas Barry (* 1953), US-amerikanischer Astronaut
- Danielle Barry (* 1988), neuseeländische Badmintonspielerin
- Dave Barry (* 1947), US-amerikanischer Schriftsteller und Humorist
- Dave Barry (Schauspieler) (1918–2001), US-amerikanischer Schauspieler und Entertainer
- Deirdre Demet-Barry (* 1972), US-amerikanische Radrennfahrerin
- Demba Barry (* 1987), malischer Fußballspieler
- De Wet Barry (* 1978), südafrikanischer Rugby-Union-Spieler
- Djene Barry (* 1982), guineische Schwimmerin
- Don Barry (1912–1980), US-amerikanischer Schauspieler
- Drew Barry (* 1973), US-amerikanischer Basketballspieler

### E
- Edward Barry (Mediziner) (1696–1776), Mediziner
- Edward Barry (Historiker) (1809–1879), französischer Historiker und Epigraphiker
- Edward Middleton Barry (1830–1880), englischer Architekt des Klassizismus
- Edward P. Barry (1864–1936), US-amerikanischer Politiker
- Elhadj Ousmane Barry (* 1991), guineischer Fußballspieler
- Elizabeth Barry (1658–1713), englische Schauspielerin
- Ernest Barry (* 1967), maltesischer Fußballspieler
- Evan Barry (* 1990), US-amerikanischer Volleyballspieler

### F
- François-Pierre Barry (1813–1905), französischer Maler
- Fred Barry (1887–1964), kanadischer Schauspieler und Sänger
- Frederick G. Barry (1845–1909), US-amerikanischer Politiker

### G
- Gareth Barry (* 1981), englischer Fußballspieler
- Gene Barry (1919–2009), US-amerikanischer Schauspieler
- George Barry (Autor) (1748–1805), schottischer Geistlicher und Autor
- George Barry (Schachspieler), kanadischer Schachspieler
- George Berry (Regisseur) (* 1949), US-amerikanischer Regisseur, Drehbuchautor und Produzent
- George Frith Barry (1837?–1891), britischer Schachspieler
- Gerald de Barry (1146–1223), normannischer Geistlicher und Chronist, siehe Giraldus Cambrensis
- Gerald Barry (Cricketspieler) (1896–1977), britischer Offizier und Cricketspieler
- Gerald Barry (Journalist, 1898) (1898–1968), britischer Journalist und Herausgeber
- Gerald Barry (Schauspieler), britischer Schauspieler
- Gerald Barry (Journalist, 1947) (1947–2011), irischer Journalist
- Gerald Barry (Komponist) (* 1952), irischer Komponist
- Gerat Barry (auch Gerald Barry), irischer Offizier und Schriftsteller

### H
- Hadiatou Barry (* 1966), deutsche Schauspielerin
- Hamza Barry (* 1994), gambischer Fußballspieler
- Hans Barry (1879–1966), deutscher Bergbeamter
- Henry W. Barry (1840–1875), US-amerikanischer Politiker

### I
- Iris Barry (1895–1969), britisch-amerikanische Schriftstellerin, Filmkritikerin und Museumskuratorin

### J
- Jack Barry (1861–??), nordirischer Fußballspieler
- James Barry (Maler) (1741–1806), irischer Maler
- James Barry (Mediziner) (1795–1865), britischer Militärarzt
- Jason Barry (Schauspieler) (* 1972), irischer Schauspieler
- Jason Barry (Dartspieler) (* 1975), irischer Dartspieler
- Jean du Barry, französischer Edelmann
- Jean-Baptiste du Barry (1723–1794), französischer Adliger
- Jeff Barry (* 1938), US-amerikanischer Sänger, Komponist, Songwriter und Musikproduzent
- Jimmy Barry (1870–1943), US-amerikanischer Boxer
- Joan Barry (1903–1989), britische Schauspielerin
- Joe Barry (1939–2004), US-amerikanischer Sänger
- John Barry (Marineoffizier) (1745–1803), irisch-amerikanischer Marineoffizier
- John Barry (Bischof, 1799) (1799–1859), irisch-amerikanischer Geistlicher, Bischof von Savannah
- John Barry (Fußballspieler) (1872–??), nordirischer Fußballspieler
- John Barry (Bischof, 1875) (1875–1938), irischer Geistlicher, Bischof von Goulburn
- John Barry (Reiter) (1880–1937), US-amerikanischer Vielseitigkeitsreiter
- John Barry (Filmkomponist) (1933–2011), britischer Filmkomponist
- John Barry (Sprinter), irischer Sprinter
- John Barry (Politiker) (* 1966), nordirischer Politiker
- John Decatur Barry (1839–1867), US-amerikanischer General
- John Joe Barry (1925–1994), irischer Leichtathlet
- John S. Barry (1802–1870), US-amerikanischer Politiker (Michigan)
- John Wolfe-Barry (1836–1918), britischer Ingenieur
- Jon Barry (* 1969), US-amerikanischer Basketballspieler
- Jonathan Barry (John Barry; 1935–1979), britischer Filmarchitekt
- Judith Barry (* 1949), amerikanische Künstlerin
- Julian Barry (1930–2023), US-amerikanischer Schriftsteller und Drehbuchautor

### K
- Kate Barry (1967–2013), britische Fotografin
- Kathleen Barry (* 1941), US-amerikanische Feministin, Soziologin und emeritierte Professorin
- Keane Barry (* 2002), irischer Dartspieler
- Kevin Barry (IRA-Mitglied) (1902–1920), Mitglied der IRA
- Kevin Barry (Reiter) (* 1920), irischer Springreiter
- Kevin Barry (Boxer) (* 1959), neuseeländischer Boxer
- Kevin Barry (Autor) (* 1969), irischer Schriftsteller
- Kevon Barry, guyanischer Fußballspieler

### L
- Len Barry (1942–2020), US-amerikanischer Popsänger
- Leonard Barry (1901–1970), englischer Fußballspieler
- Louie Barry (* 2003), englisch-irischer Fußballspieler

### M
- Mamadou Barry (Leichtathlet) (* 1991), guineischer Leichtathlet
- Mamadou El Fadel Barry (* 1989), senegalesischer Fußballspieler
- Mariama Dalanda Barry (* 1991), guineische Taekwondoka
- Maryanne Trump Barry (1937–2023), US-amerikanische Juristin
- Marie-Jeanne Bécu, comtesse du Barry (1743–1793), französische Mätresse von König Louis XV.
- Marion Barry (1936–2014), US-amerikanischer Politiker
- Mark Barry (* 1964), britischer Radrennfahrer
- Martin Barry (1802–1855), britischer Mediziner
- Marty Barry (1904–1969), kanadischer Eishockeyspieler
- Max Barry (* 1973), australischer Schriftsteller
- Megan Barry (* 1963), amerikanische Politikerin (Demokratische Partei)
- Michael Barry (* 1975), kanadischer Radrennfahrer
- Michael Barry (Fußballspieler) (* 1995), Fußballspieler der Nördlichen Marianen
- Mick Barry (* 1964), irischer Politiker
- Mike Barry (* 1954), kanadischer Ringer
- Monique Barry (* 2002), neuseeländische Tennisspielerin
- Myra Barry (* 1957), irische Politikerin (Fine Gael)

### N
- Nancy Barry, US-amerikanische Bankmanagerin

### O
- Oumar Barry (* 1986), katarischer Fußballtorhüter
- Ousmane Barry (* 1991), guineischer Fußballspieler

### P
- Paddy Barry, irischer Fußballspieler
- Patricia Barry (1922–2016), US-amerikanische Schauspielerin
- Patrick Joseph Barry (1868–1940), irischer Geistlicher, Bischof von Saint Augustine
- Peter Barry (Politiker) (1928–2016), irischer Politiker (Fine Gael)
- Peter Barry (Drehbuchautor), Drehbuchautor
- Peter Barry (Anglist) (* 1947), britischer Schriftsteller, Anglist und Hochschullehrer
- Peter Barry (Reiter) (* 1956), kanadischer Vielseitigkeitsreiter
- Peter Barry (Schauspieler), Schauspieler
- Philip Barry (1896–1949), US-amerikanischer Dramatiker
- Philip Stuart Milner-Barry (1906–1995), britischer Schachspieler

### R
- Rahmane Barry (* 1986), senegalesischer Fußballspieler
- Raymond Barry (Ringer) (* 1949), australischer Ringer
- Raymond J. Barry (* 1939), US-amerikanischer Schauspieler
- Rebecca Barry (Saxophonistin) (* um 1975), US-amerikanische Saxophonistin
- Rebecca Barry (Dokumentarfilmerin), australische Dokumentarfilmerin
- Rhona Barry (* 1968), irischer Sportschütze
- Richard Barry (1919–2013), irischer Politiker
- Richard von Barry (1861–1937), österreichischer Vizeadmiral
- Rick Barry (* 1944), US-amerikanischer Basketballspieler
- Robert Barry (Musiker) (1932–2018), US-amerikanischer Jazzmusiker
- Robert Barry  (* 1936), US-amerikanischer Konzeptkünstler
- Robert L. Barry (1934–2024), US-amerikanischer Diplomat
- Robert R. Barry (1915–1988), US-amerikanischer Politiker
- Robertine Barry (1863–1910), kanadische Journalistin und Frauenrechtlerin
- Rod Barry (* 1971), US-amerikanischer Pornodarsteller
- Roger Barry (1752–1813), Astronom, Leiter der Mannheimer Sternwarte
- Roger G. Barry (1935–2018), britisch-US-amerikanischer Geograph und Klimatologe

### S
- Spranger Barry (1719–1777), irischer Theaterschauspieler (Ehemann von Ann Street Barry)
- Sam Barry (* 1992), irischer Tennisspieler
- Scooter Barry (* 1966), deutsch-amerikanischer Basketballspieler
- Sebastian Barry (* 1955), irischer Dramatiker und Romanautor
- Shawn Maurice Barry (* 1990), US-amerikanischer Fußballspieler
- Solweig de Barry (* 1987), deutsch-französische Künstlerin
- Steve Barry (* 1950), britischer Geher
- Sulayman Barry, gambischer Politiker
- Sy Barry (* 1928), US-amerikanischer Comiczeichner

### T
- Thierno Barry (* 2002), französisch-guineischer Fußballspieler
- Thom Barry (* 1950), US-amerikanischer Schauspieler
- Thomas Henry Barry (1855–1919), US-amerikanischer General der US Army
- Todd Barry (* 1964), US-amerikanischer Stand-up-Comedian, Schauspieler und Synchronsprecher
- Tom Barry (geboren Hal Donahue; 1885–1931), US-amerikanischer Drehbuchautor
- Trevor Barry (* 1983), bahamaischer Leichtathlet

### W
- Wayne Barry, grenadischer Fußballspieler
- William Barry (Bischof) (1872–1929), irischer Geistlicher, Erzbischof von Hobart
- William Barry (Fußballspieler), irischer Fußballspieler
- William Barry (Ruderer) (* 1940), britischer Ruderer
- William Bernard Barry (1902–1946), US-amerikanischer Politiker
- William Farquhar Barry (1818–1879), US-amerikanischer Offizier
- William Gerard Barry (1864–1941), irischer Maler
- William J. Barry (William John Barry; * 1943), irisch-deutscher Phonetiker
- William T. Barry (William Taylor Barry; 1784–1835), US-amerikanischer Politiker
- William Taylor Sullivan Barry (1821–1868), US-amerikanischer Politiker